# 蓬泰加尔代纳
蓬泰加尔代纳（義大利語：Ponte Gardena）是意大利波尔扎诺自治省的一个市镇。总面积2.33平方公里，人口183人，人口密度78.5人/平方公里（2009年）。ISTAT代码为021065。